# 鳴無神社

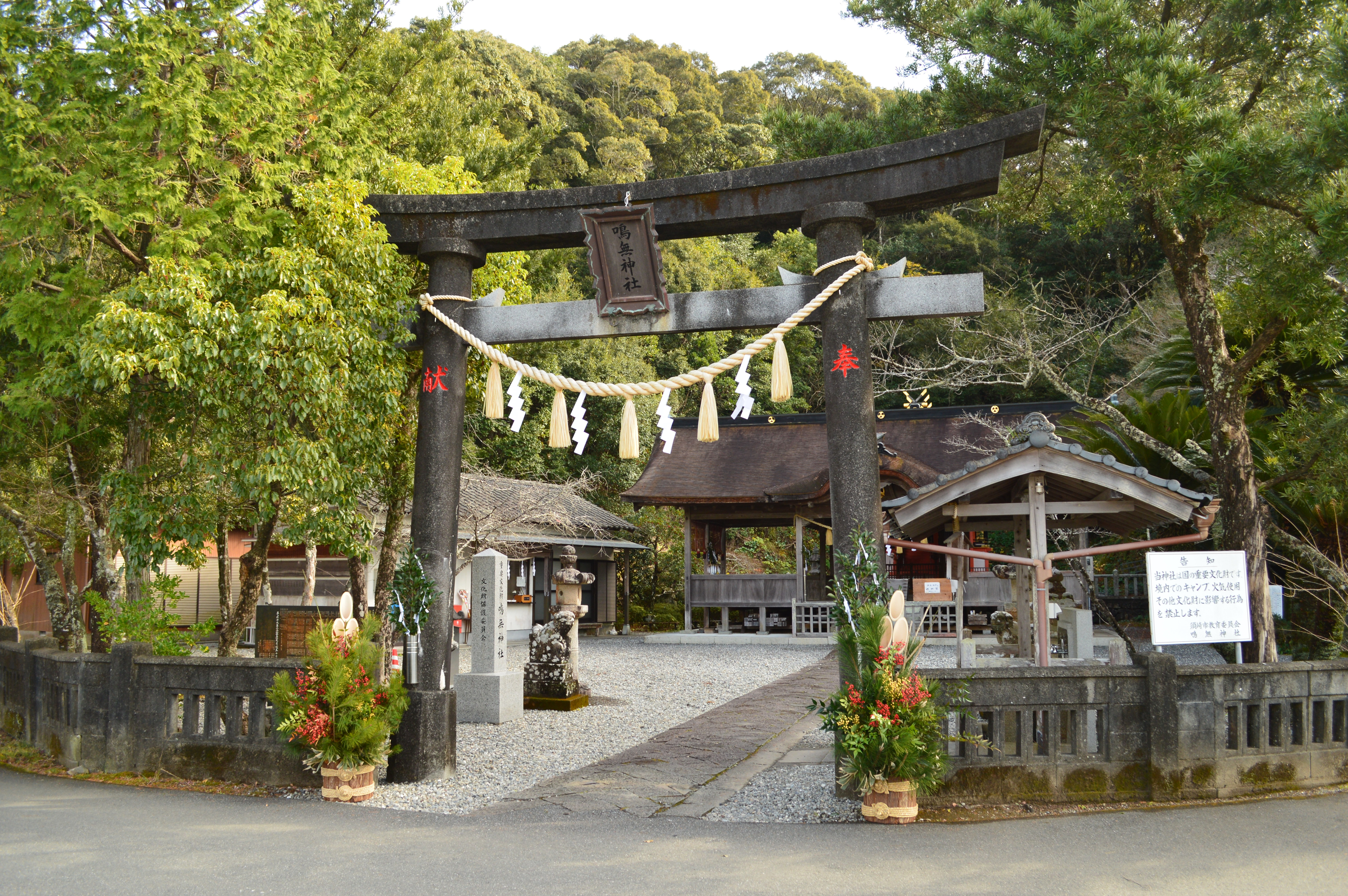
境内鳥居

鳴無神社（おとなしじんじゃ）は、高知県須崎市浦ノ内東分にある神社。旧社格は郷社。
祭神は一言主命。本殿・幣殿・拝殿は国の重要文化財に指定されている。参道が海に向かって延びており、「土佐の宮島」とも称される。

## 概要
横浪(よこなみ)半島によって形成される浦ノ内(うらのうち)湾の最奥部付近に、北西向きで鎮座している。
北方対岸の横浪港に遥拝所があり、市営巡航船の貸切運行を利用することで、そこから湾内の海を縦断して参拝することも可能となっている。
社伝によれば、葛城山に居た一言主命と雄略天皇との間に争いがあり、一言主命は船出して逃れた。雄略天皇4年の大晦日にこの地に流れ着き、神社を造営したのが始まりであるとされる。実際は、鎌倉時代の建長3年（1251年）に創建されたようである。
一言主命は土佐国一宮の土佐神社と同じ祭神であるが、土佐神社は当神社の別宮であったとされている。
江戸時代に入り土佐藩2代藩主の山内忠義の命により社殿が造営され、境内が整備された。

## 文化財
重要文化財（国指定）
- 本殿

三間社春日造、こけら葺。土佐藩2代藩主・山内忠義により寛文3年（1663年）に造営。柱は朱塗り、貫、組物などには極彩色を施し、天井には村上龍円が描いたと伝えられる天女の舞の絵がある。昭和28年（1953年）3月31日指定。
- 幣殿・拝殿

幣殿と拝殿を合わせて1棟とする。平入りの拝殿の背後に妻入りの幣殿が接続し、平面はT字形を呈する。幣殿は桁行一間・梁間三間・一重。屋根はこけら葺で、背面は切妻造、正面は拝殿に接続している。拝殿は桁行三間・梁間二間・一重の切妻造、こけら葺で、正面軒に唐破風を付す。四方吹き抜けの簡素な建物である。本殿と同時期の建立。昭和28年（1953年）3月31日指定。
上記2棟は老朽化が進んだため、昭和31年（1956年）より昭和32年（1957年）にかけて解体復元修理が行われた。

## 例祭

### 志那禰祭
志那禰祭（しなねまつり）は、毎年8月24日から翌8月25日にかけて行われる夏祭である。24日は宵祭り（前夜祭）で、25日に本祭が行われる。本祭では祭のクライマックスとして、漁船3隻に神輿を乗せ供船として漁船20を従え大漁旗をなびかせて海上を船渡御が行われる。

### 秋祭
旧暦8月23日に行われる。神踊（こおどり、高知県指定民俗文化財）が奉納される。

## 画像

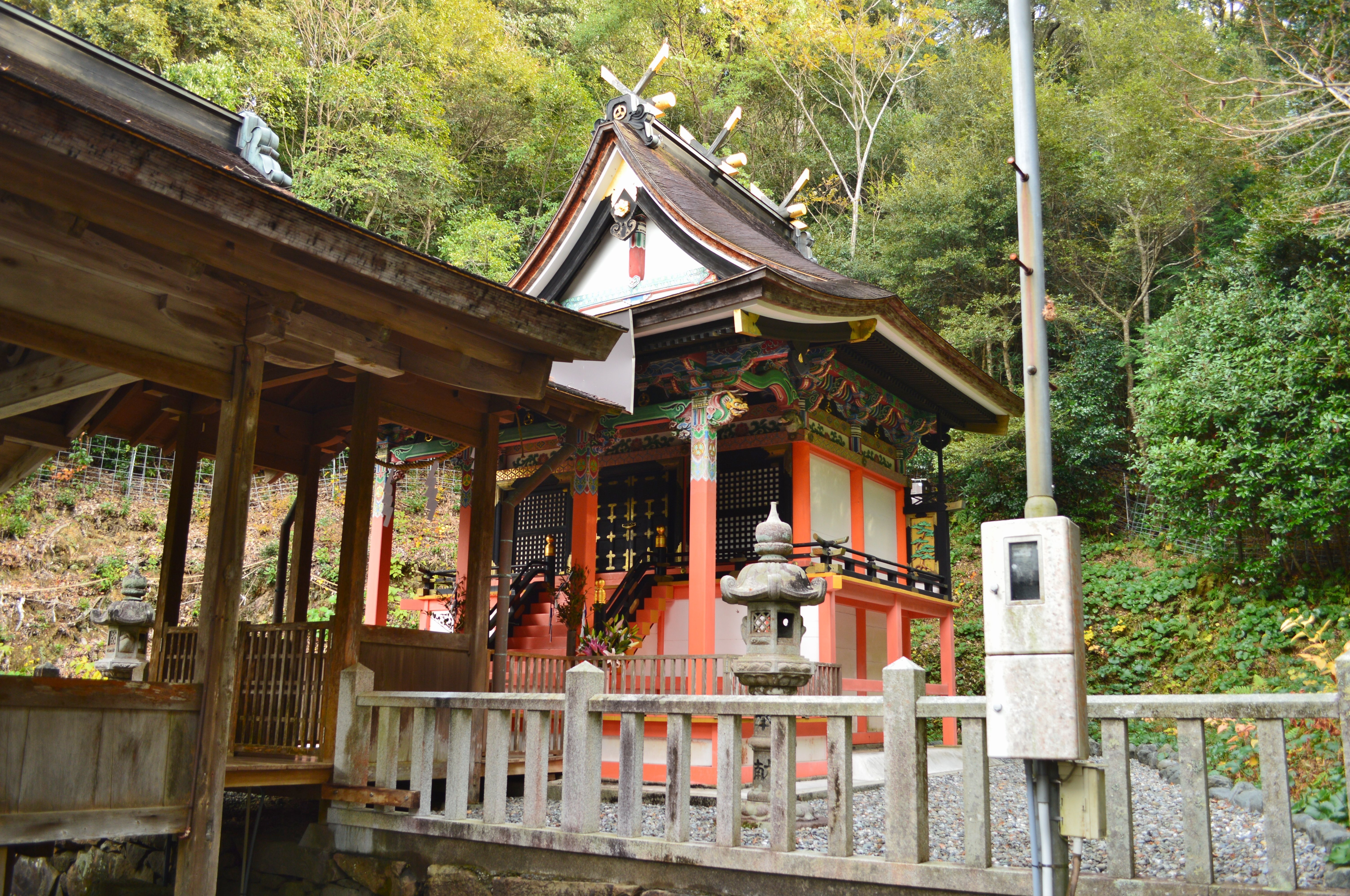
本殿・幣殿（国の重要文化財）
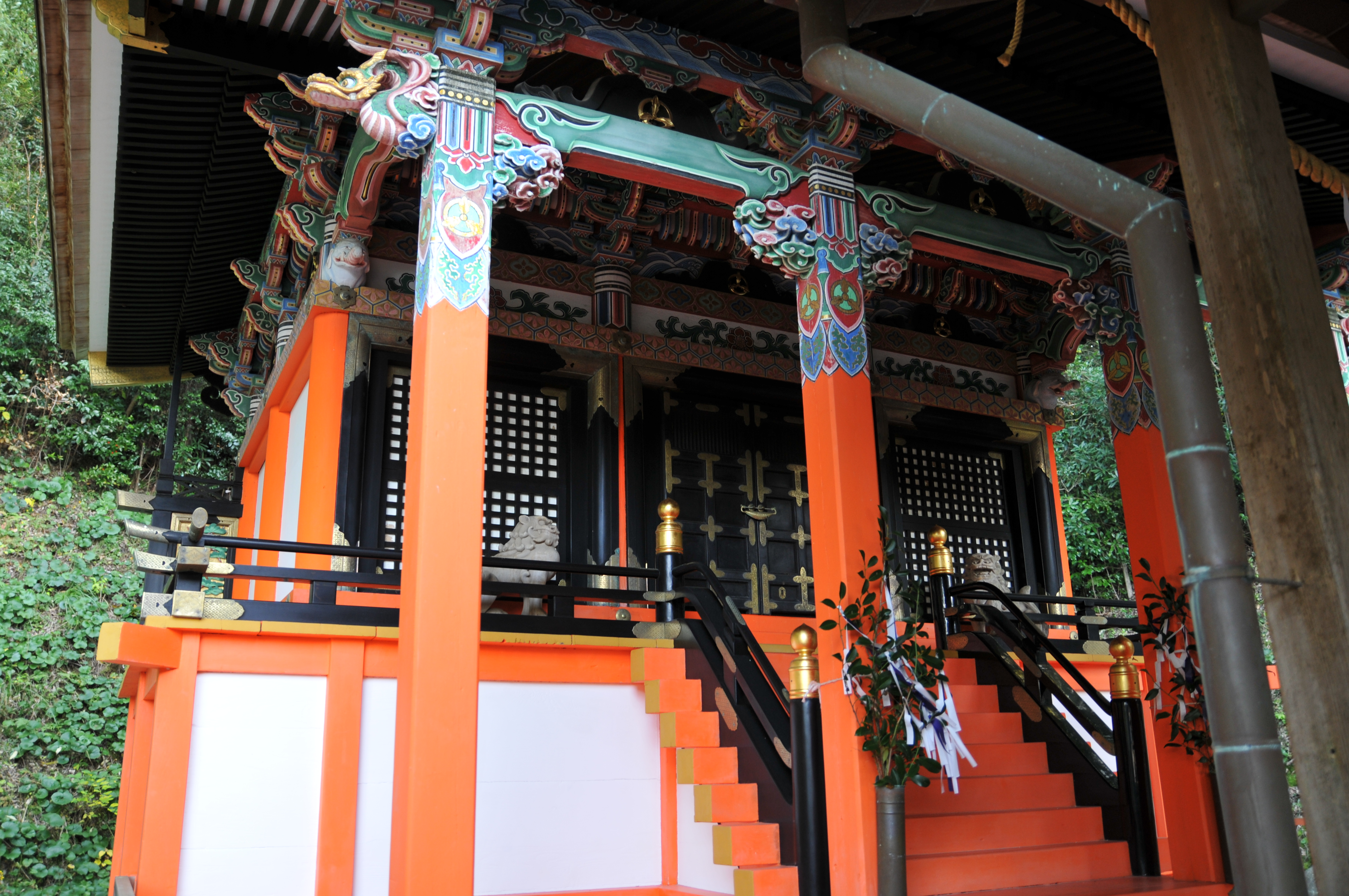
本殿の細部
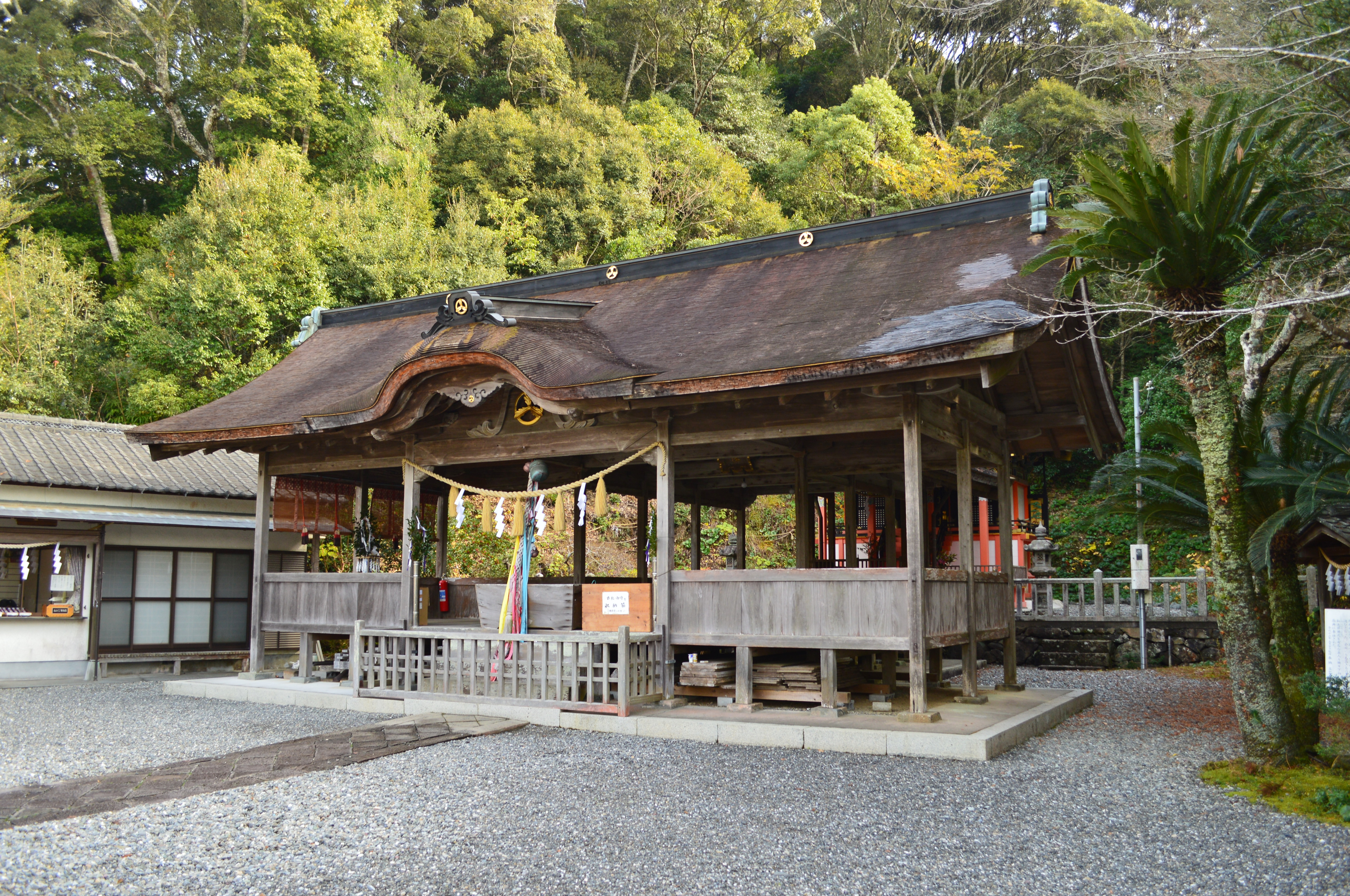
拝殿（国の重要文化財）
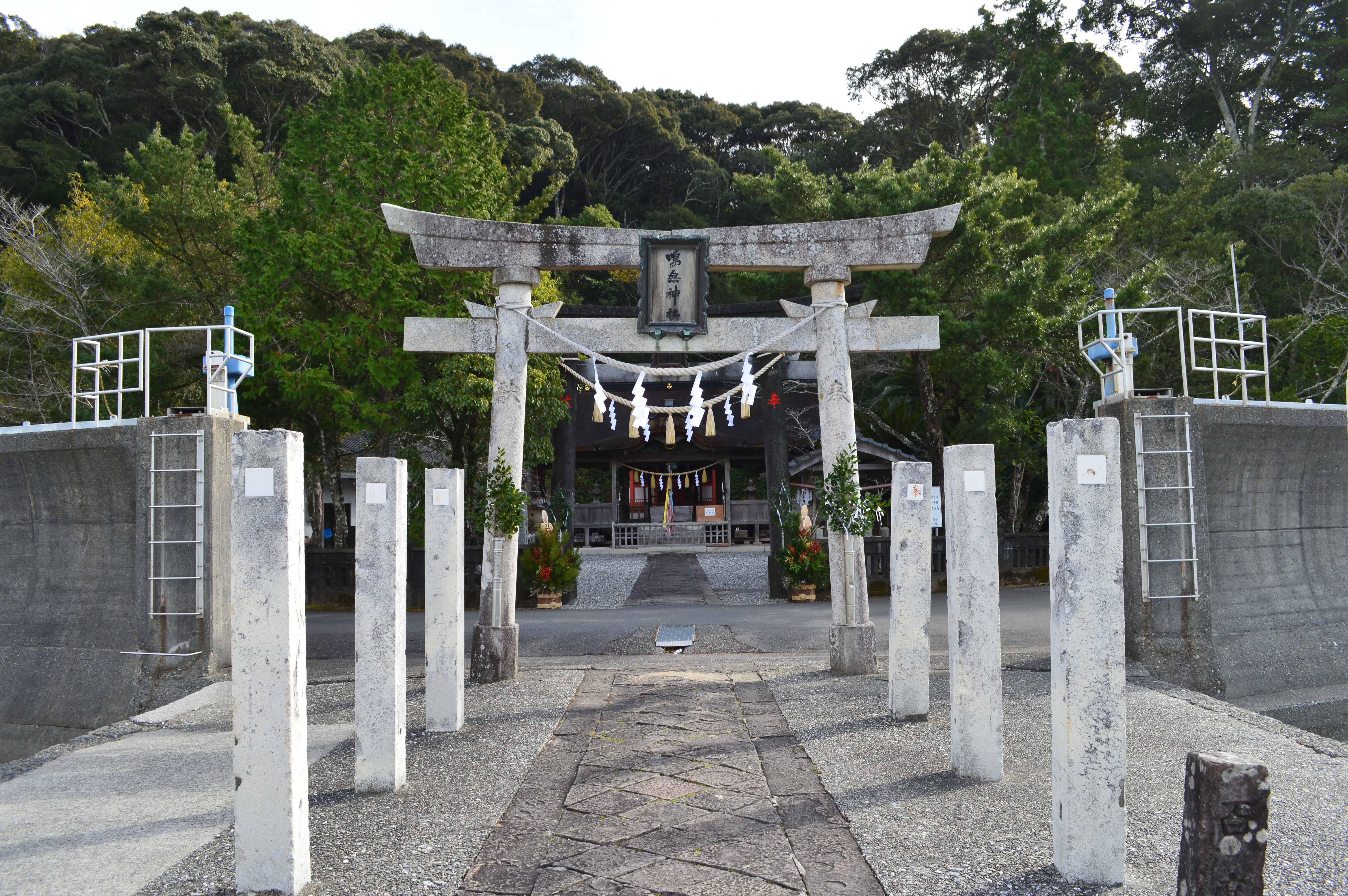
一の鳥居
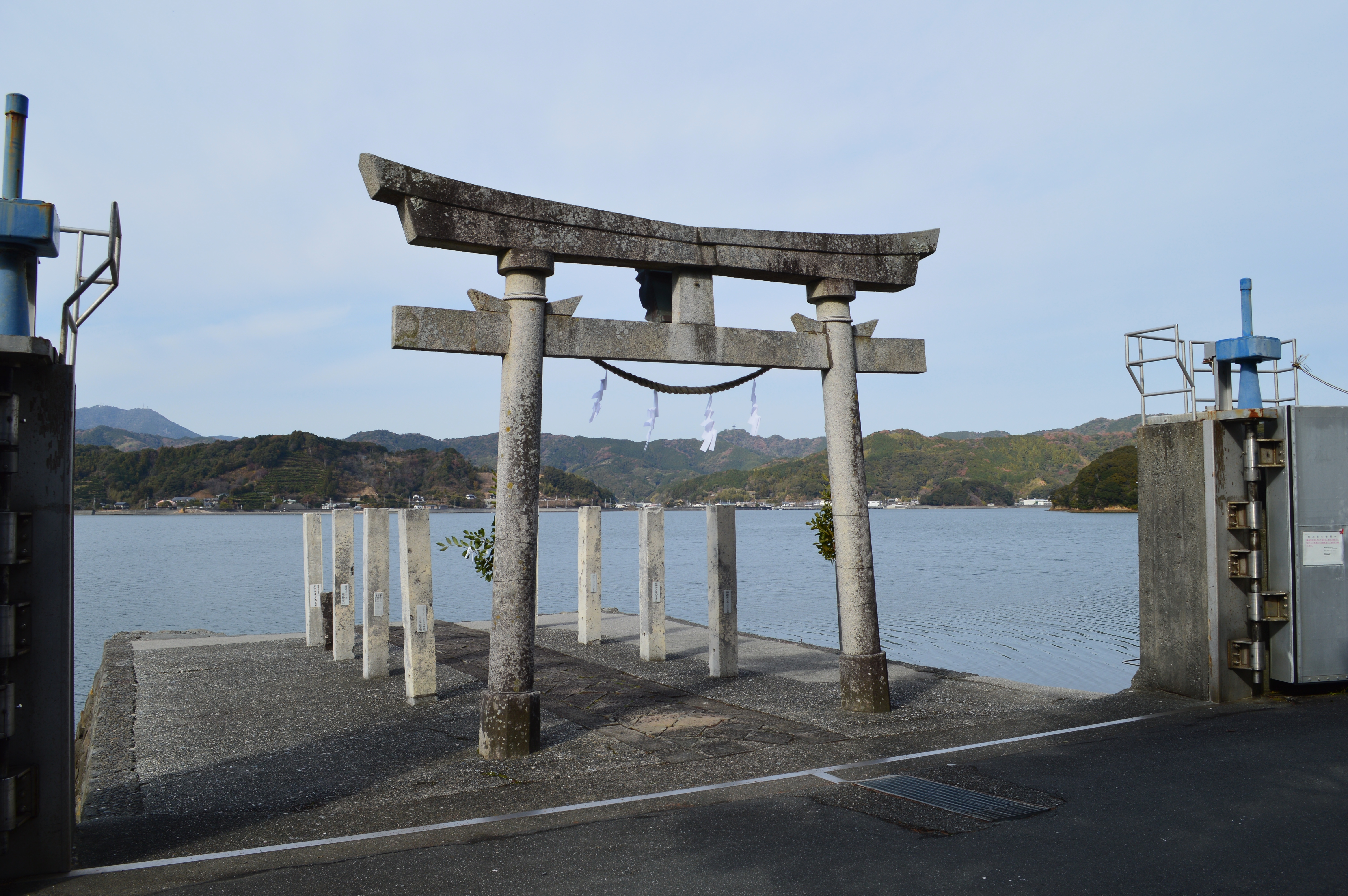
海に向く参道
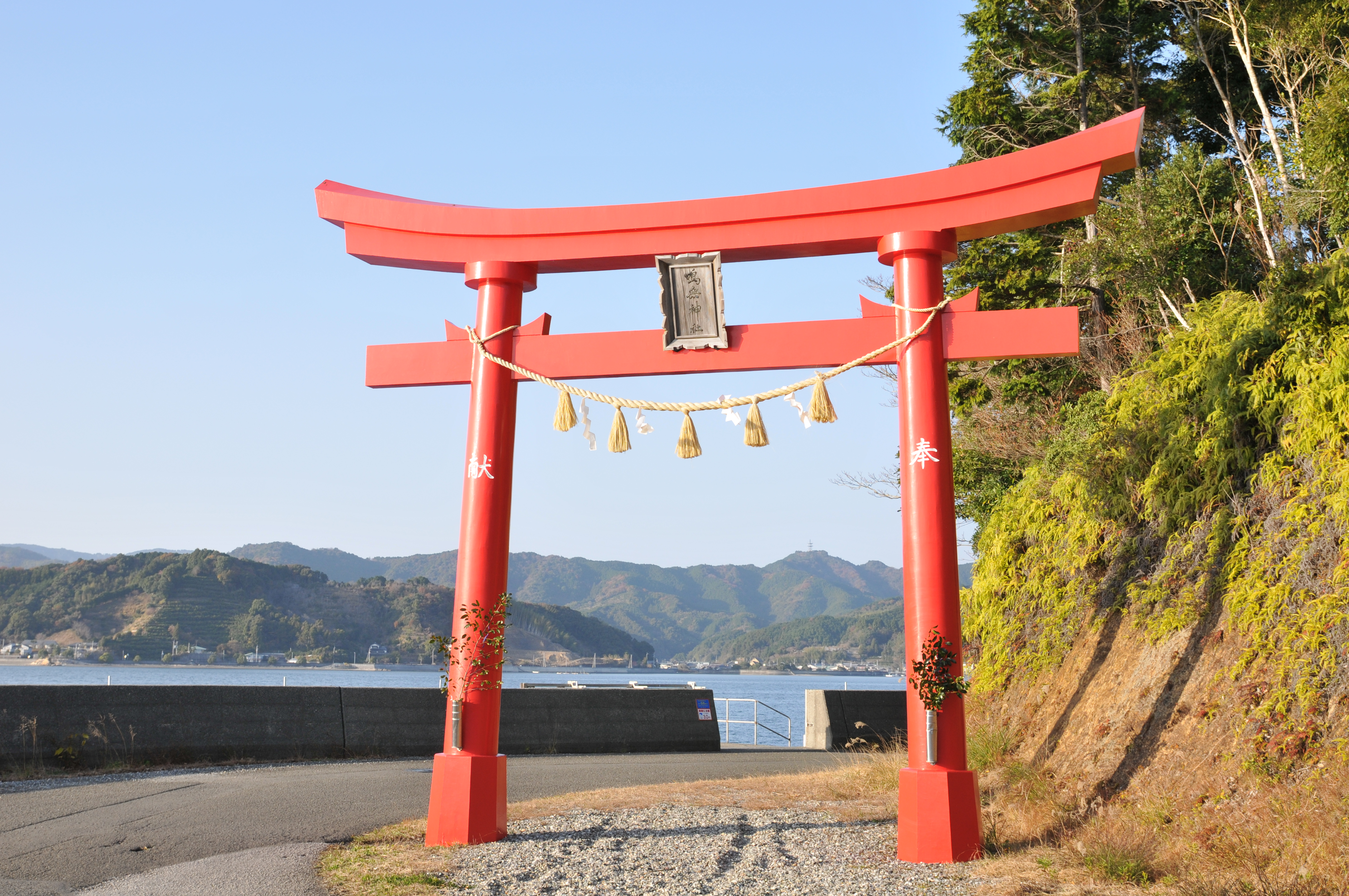
大鳥居
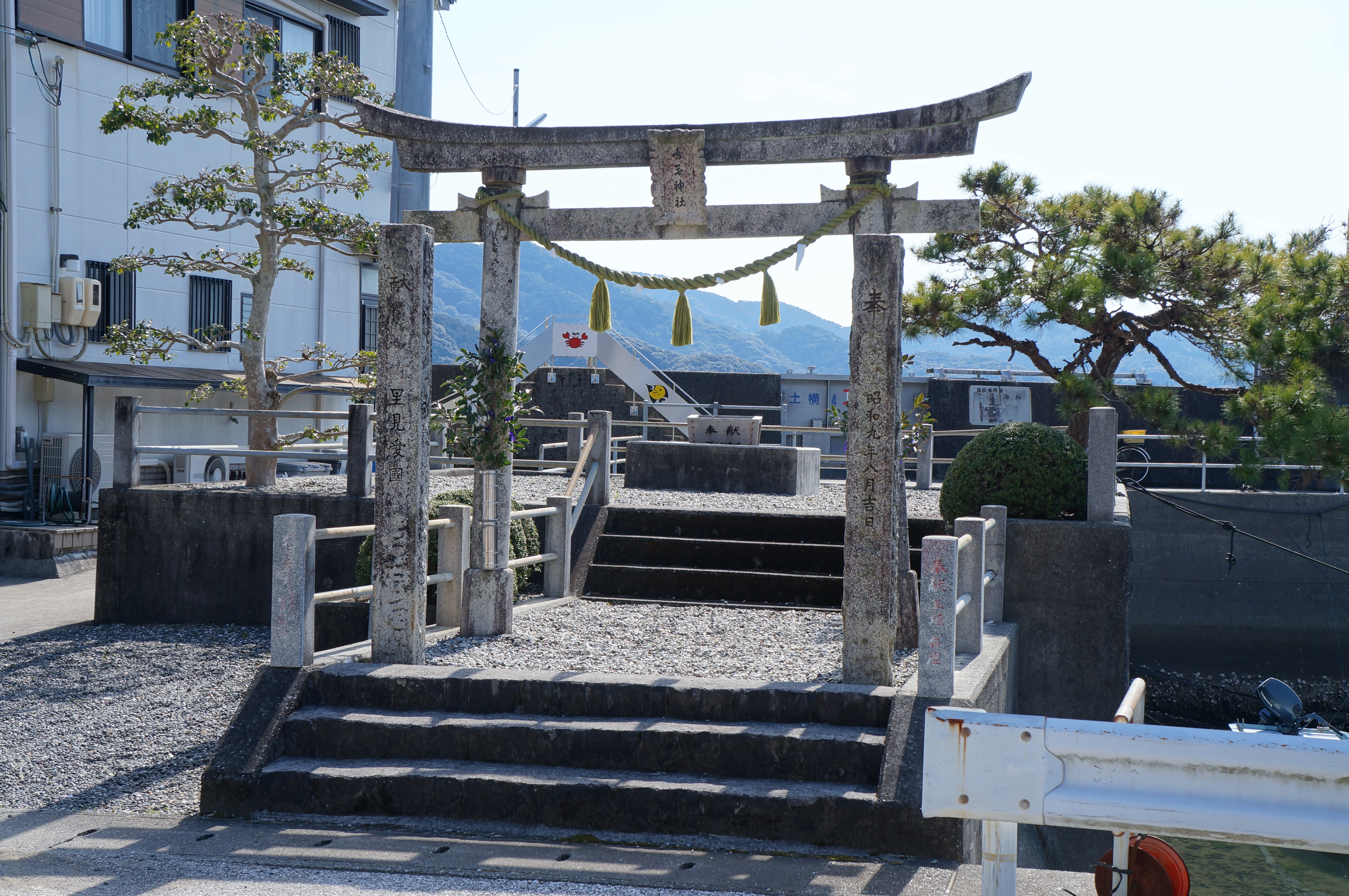
遙拝所（須崎市横浪）

## アクセス
- JR土讃線 多ノ郷駅よりタクシーにて約20分
- 須崎市営巡航船 - 鳴無乗船場